# Euphorbia physoclada
Euphorbia physoclada är en törelväxtart som beskrevs av Pierre Edmond Boissier. Euphorbia physoclada ingår i släktet törlar, och familjen törelväxter. IUCN kategoriserar arten globalt som livskraftig. Inga underarter finns listade i Catalogue of Life.